# Darvas Ferenc (költő)
Nagyréthi Darvas Ferenc (Nagyrét, 1740. március 1. – Buda, 1810. április 3.) magyar királyi udvari helytartósági tanácsos és Pest vármegye országgyűlési követe, költő.

## Élete
Darvas Ferenc nógrádi alispán és Szirmay Zsuzsa fia volt. Előbb 1773–1783-ig Nógrád megyének első alispánja volt, 1784-ben helytartó tanácsos lett. A Martinovics Ignác-féle összeesküvés alkalmával bűnrészességgel vádolták, de e vád alól csakhamar fölmentetták, sőt több kitüntetésben is részesült: arany sarkantyús vitéz lett és a Szent István rendet kapta. Az 1790. (június 11. – június 12.) országos ülésen a magyar nyelv behozatalát lelkesen pártolta és magyarul szólt az országgyűlésen. 
A magyar színészetnek is lelkes pártolója volt: Wesselényi Miklós rábízta társaságát 1807-ben. 1792. november 13-án alapító tagja az Unitas Loge nevű új szabadkőműves páholynak Budán Egyesülés. Az alapítók Aigner Ferenc Xavér vezetésével a következők voltak: Darvas Ferenc, gróf Barkóczy Ferenc, Gyürky István, Bikkessy Károly, Margalics János, gróf Festetics Antal, Homberger János, John Antal és Kovachich Márton. Könyvtárának darabjait az Országos Széchenyi Könyvtár őrzi.

## Munkái
- Magyar világ, az az: a mostani török háborúkban vitézlő nagy lelkű magyaroknak nevezet-szerént való örök dicső emlékezetek, a mely a haza-tért koronánknak historiájával egybefoglaltatott 21-dik halak jelében 1790-ben Pest (névtelenül)
- A jó magyarhoz. Pest, 1790 (az alkotmány helyreállítása felett érzett örömét kifejező vers)
- Egy jó hazafiútól származott intés. H. n., 1790. (Megjelent előbb a Magyar Kurirban 1790. 342. l., Hadi és más nevezetes Törtenetekben II. 377. és az Orpheusban (II. 3.). Második kiadása ily czímmel jelent meg: Egy igaz hazafi intése hazafi társaihoz a jó reménység tengerbe benyuló hegyéről böjtelő havának 21. napján 1790. eszt. (h. n.)
- Post nubila Phoebus. Pest, Buda, Kassa, 1790 (névtelenül)
- Felséges királyi herczeg Leopold Sándor, hazánk nádor ispánya halálát kesergő versek. Buda, 1795
- Felséges cs. kir. herczegné Alexandra Pawlowna s szülöttye halálokról való gyászos gondolatja D. F.-nek Budán Szt-György havának 16. napján 1801. eszt. Uo.

Kézirati munkáját Rhytmi valedictori címmel, Szirmai Miklós emlékére irta.